# 2059 Baboquivari
2059 Baboquivari eller 1963 UA är en asteroid i huvudbältet, som upptäcktes 16 oktober 1963 av Indiana Asteroid Program vid Indiana University Bloomington med Goethe Link Observatory. Asteroiden har fått sitt namn efter Baboquivari Mountains.
Den tillhör asteroidgruppen Amor.